# Snäckskål
Snäckskål (Otidea cochleata) är en svampart som först beskrevs av William Hudson, och fick sitt nu gällande namn av Karl Wilhelm Gottlieb Leopold Fuckel 1870. Snäckskål ingår i släktet Otidea och familjen Pyronemataceae.  Arten är reproducerande i Sverige. Inga underarter finns listade i Catalogue of Life.
I den svenska databasen Dyntaxa används istället namnet Otidea umbrina för samma taxon.  Arten är reproducerande i Sverige.